# Адаптивна публічна ліцензія
Адаптивна публічна ліцензія (APL) — це ліцензія з відкритим кодом від Університету Вікторії. Це слабка ліцензія на копілефт, що адаптується, схвалена Ініціативою з відкритим кодом.
Початковий учасник проекту встановлює умови ліцензії для цього проекту, вибираючи їх конкретні параметри із шаблону ліцензії. Варіанти включають:
- надавати чи ні патентні права
- що регулює юрисдикцію
- обмежені положення про атрибуцію та брендинг
- обсяг того, наскільки широко можна розповсюджувати джерело, перш ніж зобов'язувати внести зміни в код
- ступінь, в якій зміни повинні бути задокументовані

## Вибрані програми, ліцензовані згідно з APL
- Двигун Cheat
- MusicDNS
- SwisTrack

## Зовнішні посилання
- Адаптивна публічна ліцензія [Архівовано 29 вересня 2020 у Wayback Machine.]